# Formel 1-VM 1966
Formel 1-VM 1966 hade nio deltävlingar som kördes under perioden 22 maj-23 oktober. Förarmästerskapet vanns av australiern Jack Brabham och konstruktörsmästerskapet av Brabham-Repco.

## Vinnare
- Förare:  Jack Brabham, Australien, Brabham-Repco
- Konstruktör:  Brabham-Repco, Storbritannien

## Grand Prix 1966
| Grand Prix                 | Datum       | Bana              | Vinnande förare! Vinnande stall | Vinnande tillverkare |                 |   |
| -------------------------- | ----------- | ----------------- | ------------------------------- | -------------------- | --------------- | - |
| Monacos Grand Prix         | 22 maj      | Monte Carlo       | Jackie Stewart                  | BRM                  |                 | * |
| Belgiens Grand Prix        | 12 juni     | Spa-Francorchamps | John Surtees                    | Ferrari              |                 | * |
| Frankrikes Grand Prix      | 3 juli      | Reims-Gueux       | Jack Brabham                    | Brabham              | Brabham-Repco   | * |
| Storbritanniens Grand Prix | 16 juli     | Brands Hatch      | Jack Brabham                    | Brabham              | Brabham-Repco   | * |
| Nederländernas Grand Prix  | 24 juli     | Zandvoort         | Jack Brabham                    | Brabham              | Brabham-Repco   | * |
| Tysklands Grand Prix       | 7 augusti   | Nürburgring       | Jack Brabham                    | Brabham              | Brabham-Repco   | * |
| Italiens Grand Prix        | 4 september | Monza             | Ludovico Scarfiotti             | Ferrari              |                 | * |
| USA:s Grand Prix           | 2 oktober   | Watkins Glen      | Jim Clark                       | Lotus                | Lotus-BRM       | * |
| Mexikos Grand Prix         | 23 oktober  | Mexico City       | John Surtees                    | Cooper               | Cooper-Maserati | * |

## Grand Prix utanför VM 1966
| Grand Prix /Race       | Datum        | Bana        | Vinnande förare! Vinnande stall | Vinnande tillverkare |               |
| ---------------------- | ------------ | ----------- | ------------------------------- | -------------------- | ------------- |
| Sydafrikas Grand Prix  | 1 januari    | East London | Mike Spence                     | Lotus                | Lotus-Climax  |
| Syrakusas Grand Prix   | 1 maj        | Syrakusa    | John Surtees                    | Ferrari              |               |
| International Trophy   | 14 maj       | Silverstone | Jack Brabham                    | Brabham              | Brabham-Repco |
| International Gold Cup | 17 september | Oulton Park | Jack Brabham                    | Brabham              | Brabham-Repco |

## Stall, nummer och förare 1966
| Stall/Tillverkare                            | Nummer                     | Förare                         |
| -------------------------------------------- | -------------------------- | ------------------------------ |
| Amon (Brabham-BRM)                           | 32                         | Chris Amon, Nya Zeeland        |
| BRM                                          | 3, 5, 11, 12, 14, 16, 26   | Graham Hill, Storbritannien    |
| BRM                                          | 4, 6, 12, 14,15, 28        | Jackie Stewart, Storbritannien |
| Bernard White Racing (BRM)                   | 10                         | Innes Ireland, Storbritannien  |
| Brabham (Brabham-Climax & Brabham-Repco)     | 3, 5, 7, 10, 12, 16        | Jack Brabham, Australien       |
| Brabham (Brabham-Climax & Brabham-Repco)     | 4, 6 ,8, 12, 14, 18        | Denny Hulme, Nya Zeeland       |
| Brabham (Brabham-Climax & Brabham-Repco)     | 7                          | Chris Irwin, Storbritannien    |
| Cooper-Maserati                              | 6, 8, 10, 11, 16, 19, 26   | Jochen Rindt, Österrike        |
| Cooper-Maserati                              | 7, 10, 12, 14, 24          | John Surtees, Storbritannien   |
| Cooper-Maserati                              | 8                          | Chris Amon, Nya Zeeland        |
| Cooper-Maserati                              | 9                          | Moisés Solana, Mexiko          |
| Cooper-Maserati                              | 9, 18                      | Richie Ginther, USA            |
| DW Racing Enterprises (Brabham-Climax)       | 15, 19, 21, 34, 36, 40     | Bob Anderson, Storbritannien   |
| David Bridges (Brabham-BRM)                  | 16, 22, 38, 44             | John Taylor, Storbritannien    |
| Eagle (Eagle-Climax & Eagle-Weslake)         | 10, 12, 15, 16, 26, 27, 30 | Dan Gurney, USA                |
| Eagle (Eagle-Climax & Eagle-Weslake)         | 16                         | Bob Bondurant, USA             |
| Eagle (Eagle-Climax & Eagle-Weslake)         | 34                         | Phil Hill, USA                 |
| Ferrari                                      | 2, 7, 9, 16, 20            | Lorenzo Bandini, Italien       |
| Ferrari                                      | 4, 10, 22                  | Mike Parkes, Storbritannien    |
| Ferrari                                      | 6, 11                      | Ludovico Scarfiotti, Italien   |
| Ferrari                                      | 6, 17                      | John Surtees, Storbritannien   |
| Honda                                        | 12, 18                     | Richie Ginther, USA            |
| Honda                                        | 14                         | Ronnie Bucknum, USA            |
| J A Pearce Engineering (Cooper-Ferrari)      | 20, 24                     | Chris Lawrence, Storbritannien |
| Jo Bonnier (Cooper-Maserati)                 | 17, 18, 20, 22, 30, 38     | Joakim Bonnier, Sverige        |
| Ligier (Cooper-Maserati)                     | 18, 19 ,21, 22, 36, 42     | Guy Ligier, Frankrike          |
| Lotus (Lotus-BRM & Lotus-Climax)             | 1, 2, 4, 6, 10, 22         | Jim Clark, Storbritannien      |
| Lotus (Lotus-BRM & Lotus-Climax)             | 2, 4, 8, 11, 24            | Peter Arundell, Storbritannien |
| Lotus (Lotus-BRM & Lotus-Climax)             | 2, 11                      | Pedro Rodríguez, Mexiko        |
| Lotus (Lotus-BRM & Lotus-Climax)             | 20                         | Geki, Italien                  |
| McLaren (McLaren-Ford & McLaren-Serenissima) | 2, 14, 17, 20, 24          | Bruce McLaren, Nya Zeeland     |
| Phil Hill (Lotus-Climax)                     | 20                         | Phil Hill, USA                 |
| R R C Walker (Brabham-BRM & Cooper-Maserati) | 14, 19, 20, 21, 28, 36, 38 | Jo Siffert, Schweiz            |
| Reg Parnell (Lotus-BRM & Ferrari)            | 6, 16, 17, 15, 18, 32, 42  | Mike Spence, Storbritannien    |
| Reg Parnell (Lotus-BRM & Ferrari)            | 44                         | Giancarlo Baghetti, Italien    |
| Shannon-Climax                               | 23                         | Trevor Taylor, Storbritannien  |
| Team Chamaco Collect (BRM)                   | 8                          | Vic Wilson, Storbritannien     |
| Team Chamaco Collect (BRM)                   | 8, 14, 19, 25, 48          | Bob Bondurant, USA             |

## Slutställning förare 1966
| Placering | Förare! Stall       | Konstruktör                  | Poäng                              |    |
| --------- | ------------------- | ---------------------------- | ---------------------------------- | -- |
| 1         | Jack Brabham        | Brabham                      | Brabham-Repco                      | 42 |
| 2         | John Surtees        | Ferrari & Cooper             | Ferrari & Cooper-Maserati          | 28 |
| 3         | Jochen Rindt        | Cooper                       | Cooper-Maserati                    | 22 |
| 4         | Denny Hulme         | Brabham                      | Brabham-Repco                      | 18 |
| 5         | Graham Hill         | BRM                          |                                    | 17 |
| 6         | Jim Clark           | Lotus                        | Lotus-Climax                       | 16 |
| 7         | Jackie Stewart      | BRM                          |                                    | 14 |
| 8         | Mike Parkes         | Ferrari                      |                                    | 12 |
| 9         | Lorenzo Bandini     | Ferrari                      |                                    | 12 |
| 10        | Ludovico Scarfiotti | Ferrari                      |                                    | 9  |
| 11        | Richie Ginther      | Cooper & Honda               | Cooper-Maserati & Honda            | 5  |
| 12        | Dan Gurney          | Eagle                        | Eagle-Climax                       | 4  |
| 13        | Mike Spence         | Reg Parnell Racing           | Lotus-BRM                          | 4  |
| 14        | Bob Bondurant       | Eagle & Team Chamaco Collect | Eagle-Climax & BRM                 | 3  |
| 15        | Jo Siffert          | R R C Walker                 | Cooper-Maserati                    | 3  |
| 16        | Bruce McLaren       | McLaren                      | McLaren-Ford & McLaren-Serenissima | 3  |
| 17        | Joakim Bonnier      | Jo Bonnier                   | Cooper-Maserati                    | 1  |
| 18        | Peter Arundell      | Lotus                        | Lotus-BRM                          | 1  |
| 19        | Bob Anderson        | DW Racing Enterprises        | Brabham-Climax                     | 1  |
| 20        | John Taylor         | David Bridges                | Brabham-BRM                        | 1  |

## Slutställning konstruktörer 1966
| Placering | Konstruktör         | Poäng |
| --------- | ------------------- | ----- |
| 1         | Brabham-Repco       | 42    |
| 2         | Ferrari             | 31    |
| 3         | Cooper-Maserati     | 30    |
| 4         | BRM                 | 22    |
| 5         | Lotus-BRM           | 13    |
| 6         | Lotus-Climax        | 8     |
| 7         | Eagle-Climax        | 4     |
| 8         | Honda               | 3     |
| 9         | McLaren-Ford        | 2     |
| 10        | Brabham-Climax      | 1     |
| =         | Brabham-BRM         | 1     |
| =         | McLaren-Serenissima | 1     |
| 13        | Cooper-Ferrari      | 0     |
| =         | Eagle-Weslake       | 0     |
| =         | Shannon-Climax      | 0     |